# SV Stockerau
Sportverein Stockerau – austriacki klub piłkarski z siedzibą w mieście Stockerau, grający w Landeslidze Niederösterreich, stanowiącej czwarty poziom rozgrywek w Austrii. 

## Historia
Klub został założony w 1907 roku. W 1991 roku wygrał rozgrywki Pucharu Austrii, po pokonaniu w jego finale 2:1 Rapidu Wiedeń. W tym samym roku w finale Superpucharu Austrii, uległ 0:3 Austrii Wiedeń. W sezonie 1991/1992 wziął udział w Pucharze Zdobywców Pucharów, jednak odpadł z niego w 1/32 finału, po porażce w dwumeczu z angielskim Tottenhamem Hotspur (dwa razy po 0:1).

## Reprezentanci kraju grający w klubie
- Josef Mazura
- Placide Nyangala
- Marek Ostrowski
- Andreas Poiger
- Marcus Pürk
- Rudolf Weinhofer

## Osiągnięcia
- Puchar Austrii
  - zwycięstwo: 1991

## Europejskie puchary
Legenda do wszystkich tabel:
- Q – runda eliminacyjna, 1/16, 1/8, 1/4, 1/2 – odpowiednia faza rozgrywek, Grupa – runda grupowa, 1r gr – pierwsza runda grupowa, 2r gr – druga runda grupowa, F – finał, R – runda, PO – play-off
- k. – rzuty karne, los. – losowanie, Dogr. – dogrywka, w. – zasada bramek strzelonych na wyjeździe

| Sezon   | Rozgrywki                 | Runda | Przeciwnik        | Dom | Wyjazd | Dwumecz |
| ------- | ------------------------- | ----- | ----------------- | --- | ------ | ------- |
| 1991/92 | Puchar Zdobywców Pucharów | 1R    | Tottenham Hotspur | 0–1 | 0–1    | 0–2     |

## Źródła
- Oficjalna strona klubu (niem.)